# イエメン内戦 (2015年-)
2015年からのイエメン内戦（2015ねんからのイエメンないせん）は、2015年からイエメンで進行中の内戦。

## 概要
アブド・ラッボ・マンスール・ハーディー大統領を中心とする勢力と、それを認めずムハンマド・アリ・アル・フーシを大統領とするフーシ派、そしてアラビア半島のアルカーイダ(AQAP)傘下のアンサール・アル・シャリーアの、上記3勢力によるイエメン国内戦である。2017年8月時点の報道によると、約5万人が死傷、200万人以上が国内難民となっている。戦闘以外に、水道や衛生・医療システムの破壊により、コレラなど感染症の蔓延も被害を広げている。ハーディ大統領側のサウジアラビアが中心に支援するイスラム教のスンニ派諸国と、イランが支援する同じくイスラム教のシーア派を掲げるフーシ派との代理戦争という側面もある。犠牲者は2020年までに10万人以上へと増え、国際連合は「世界最悪の人道危機」として停戦を呼び掛けている。2022年現在、200万人以上が故郷を追われている。               
ハーディ大統領率いる「暫定政府」が南部アデンなどを、フーシ派は首都サナアなど北西部を実効支配している。サウジアラビアなどのスンニ派連合軍は「暫定政府」を支援して、フーシ派に対する空爆を行っている。一方、フーシ派はイエメン国軍から接収したもののほか、イランから供給された可能性がある弾道ミサイルを80発以上、サウジアラビアに対し発射しており、一部は首都リヤド近くまで到達している。
なお、南部暫定評議会（以下STC）という組織が2017年に結成され、これはアラブ首長国連邦の支援を受けている。STCは2020年4月26日に自治を宣言して、ハーディ暫定政府が「首都」としてきたアデンへ部隊を展開。内戦はさらに複雑化している、という評価もある。

## 背景

### フーシ派
2004年以降、フーシ派はザイド派宗教運動「信仰する若者」の中心人物フセイン・バドルッディーン・フーシ師が治安当局により殺害された事で、イエメン北部、サウジアラビアとの国境付近を拠点にイエメン政府に反抗を開始した。2000年代では、度重なる停戦協議はあったものの、何度も無視される結果となった。2009年、湾岸戦争に協力したサウジアラビアを攻撃するために越境攻撃を行ったが、反撃を受け戦力を失い停戦せざるを得ない状況となり、翌年は目立った活動は行っていない。

### アラブの春の余波
イエメンでは、アラブの春の余波によって2011年イエメン騒乱が発生する。1978年以後、強権的な独裁を続けていたアリー・アブドッラー・サーレハ大統領は国内外の批判と、大統領を狙った砲撃によって負傷したことから大統領職を当時副大統領であったアブド・ラッボ・マンスール・ハーディーに一時委譲し、大統領選挙を行う事を発表。大統領選挙にはハーディー元副大統領のみが立候補し、2012年2月25日に大統領に正式に就任した。

### アンサール・アル＝シャリーア台頭
アラブの春の余波による民族・宗教意識の高まり、そして同時に発生したイエメン国内の政情不安定に乗じ、2011年5月アビヤン県の都市ジンジバル市を占拠、徐々に周辺の侵略を開始した。

### 2011年から2014年の動向
フーシ派はハーディー大統領の単独立候補にボイコット、国民対話には参加したものの、ハーディー大統領への最終的な合意支援を差し控えた。一方、フーシ派とスンニ派部族間の衝突から2014年9月22日サナアを占拠し、勢力圏を他の行政区域にも広げ、ハーディー大統領を軟禁し辞任を要求した。2009年に戦力が低下したフーシ派であるが、イエメン軍に深いつながりがあるサーレハ元大統領と同盟を結び勢力を拡大した。

### 内戦へ
・2015年1月22日 - フーシ派がクーデターを起こす。ハーディー暫定大統領とハーリド・バハーハ首相が辞任を表明し、政権が崩壊。
・2015年2月6日 - フーシ派が政権掌握を宣言。
・2015年2月21日 - ハーディー暫定大統領がフーシ派に包囲されたサナアを脱出し、アデンに拠点を置く。ハーディ暫定大統領は、辞意を撤回するとともに、フーシ派の活動を批判した。以後、北部フーシ派とサーレハ元大統領勢力、「アラビア半島のアルカーイダ（AQAP）」が支援するアンサール・アル＝シャリーア、南部スンニ派とハーディー大統領勢力の三つ巴の戦いとなる。

## 内戦の推移

### 2015年
- 3月25日 - フーシ派がハーディー暫定大統領の拠点である南部の港湾都市アデンへと進撃し、ハーディー暫定大統領は大統領宮殿からボートで脱出[31]。フーシ派がハーディー暫定大統領の捕縛に2000万イエメン・リアル（約1100万円）の報奨金をかけ、行方を追う事態となった[31]。
- 3月26日 - ハーディー暫定大統領を支援するサウジアラビアなどスンナ派のアラブ諸国が空爆を開始[29]。フーシ派はイランが支持し、スンナ派対シーア派の構図の内戦となった[29]。
- 4月14日 - 国際連合安全保障理事会にてフーシ派への武器禁輸を発動する決議が賛成多数で採択された。フーシ派が制圧した地域からの同組織の即時無条件での撤退も求める[32]。
- 7月17日 - ハーディー政権派がフーシ派から、イエメン第2の都市である南部のアデンを奪還したと発表[33]。
- 8月4日 - ハーディー政権派がイエメン最大のアルアナド空軍基地をフーシ派から奪還したと発表[34]。
- 8月11日 - 中東のテレビ局「アルジャジーラ」がハーディー政権派がアビヤン州を制圧したと報道[35]。
- 8月15日 - ハーディー政権派が中部シャブワ州を奪還[36]。5つ目の州の奪還となった[36]。ハーディー政権派はサウジアラビア主導の空爆支援を、アラブ首長国連邦などから武器供与や軍事顧問団の支援を受け、攻勢に転じていると報じられた[36]。
- 8月19日 - アムネスティ・インターナショナルが、イエメンの首都サナア、アデン、タイズへ攻撃を行っているサウジアラビアを戦争犯罪を行なっているとして非難[37]。アムネスティーによれば、この紛争による死者数は4千人に達しており、そのうち半数が一般住民だという[37]。
- 8月24日 - WFPが「（イエメンの人口の2割以上に当たる）600万人が深刻な食糧難に陥り、緊急支援を必要としている」と指摘[38]。「数百万人規模の飢餓が引き起こされる恐れがある」と警告[38]。
- 9月22日 - サウジアラビアに逃れていたハーディー暫定大統領が、半年ぶりにイエメンに帰還し、イエメン南部の拠点都市アデンに入り、首都奪還に意欲を示した[39]。
- 10月3日 - ジュネーブで開かれた国連人権理事会の通常会期で、オランダが内戦状態のイエメンへの調査団派遣を求める決議案を提出したが、イエメンで空爆を続ける紛争当事国のサウジアラビアが阻止し、オランダは決議案を取り下げた[40][41]。
- 10月15日 - ハーディー政権派を支援するサウジアラビアの空軍基地に、フーシ派が弾道ミサイル「スカッド」を発射[42]。

### 2016年
- 4月3日 - ハーディー暫定大統領がバハーハ副大統領兼首相を解任し、副大統領にアリー・ムフシン・アル＝アフマル（英語版）、首相にアハマド・オベイド・ビン・ダグル（英語版）を任命した[43][44]。
- 9月6日、米軍とイエメン軍はイエメン南部で、国際テロ組織アルカイダ系武装勢力「アラビア半島のアルカイダ（AQAP）」に囚われていた人質の救出作戦を実施したが、人質の米国人フォトジャーナリスト、ルーク・サマーズ（33）と南アフリカ人教師のピエール・コーキー（57）、特殊部隊員1人が作戦中に死亡。イエメン政府は、武装勢力10人を殺害、イエメン軍4人負傷と発表。コーキー氏は翌7日に解放されることが決まっていた。
- 10月4日、フーシ派がハーディー政権と対立する「救国政府」を樹立、国民全体会議政治局員アブドルアジズ・ビン・ハブトゥール（英語版）氏が率い、女性5人、無党派、南部独立主義者を含む27人の閣僚を擁する[45]。

### 2017年
- 1月-2月 - 政府側部隊が紅海沿岸部の奪還を目指して大規模攻勢を展開。2月には南西部の港を制圧した[46]。
- 5月11日 - ハーディ派より分派した南部暫定評議会が発足。（詳細は「南部暫定評議会」を参照）
- 6月5日 - 政府側がサウジアラビアなどとともにカタールと断交。シーア派であるフーシ派に対するカタールの支援を理由として挙げた[47]。
- 11月4日 - フーシ派がサウジアラビアの首都リヤドを標的とし弾道ミサイルを発射。上空での迎撃・破壊に成功したが破片の一部がキング・ハーリド国際空港敷地内に落下した[48]。
- 11月6日 - サウジアラビアがイランからの武器流入を防ぐ名目でイエメン国境を封鎖した[49]。
- 11月7日 - サウジアラビアのムハンマド皇太子、フーシ派に弾道ミサイルを供給することによりサウジアラビアに対する「直接的な軍事侵略」に及んでいるとして、イランを非難した[50]。
- 12月2日 - フーシ派と同盟関係にあるサーレハ前大統領がサウジアラビア主導の連合軍と和平協議を行う用意があることを表明。これに対しフーシ派指導者は、サレハ前大統領の「重大な裏切り」で前大統領とサウジ連合軍が「一つの戦線」になったと非難した[51]。
- 12月4日 - フーシ派がサーレハ前大統領の乗った車を攻撃して前大統領を殺害したと発表。当初、前大統領派は死亡を認めていなかったが、フーシ派がインターネット上に死亡した前大統領とされる動画を投稿したことを受け、死亡を認めた。フーシ派はサナア中心部にあるサーレハ前大統領の自宅も爆破した[52][53][54]。

### 2018年
- 1月28日 - アデンで南部分離派が激しい戦闘を経て政府庁舎を占領した[55]。
- 2月26日 - 国連安全保障理事会は、フーシにイランが武器を供与したとの懸念を表明する決議案を採決にかけたが、ロシアの拒否権行使により否決された。その後、イランには言及せずにイエメンへの武器禁輸措置を延長するロシア提案の決議が全会一致で採択された[56]。
- 3月25日 - フーシ派がサウジアラビアの首都リヤドなどに向けミサイル7発を発射。撃墜には成功したが、破片が住宅地に降り注ぎ、エジプト人の住民1人が死亡し、2人が負傷した[57]。
- 4月3日 - イエメン西部ホデイダ沖の紅海で航行中のサウジアラビアの石油タンカーがフーシ派の攻撃を受けた。タンカーの被害は軽微で、そのまま航海を続けたという。ホデイダの港では2日にフーシ派掃討を目的にしたサウジ主導連合軍の空爆で16人が死亡しており、空爆への報復としてタンカーを狙ったとみられる[58]。
- 4月19日 - フーシ派の政治部門指導者サーレハ・アリ・アッ＝サンマード（英語版）最高政治評議会議長（元首格）がサウジ主導連合軍によるドローン攻撃[59]で死亡した[60]。
- 7月25日 - 紅海で航行中のサウジアラビアの石油タンカー2隻がフーシ派の攻撃を受けた。損傷は軽微だったが、これを受けサウジアラビア政府は紅海のバブ・エル・マンデブ海峡を通過する原油輸送を一時停止した[61]。
- 8月9日 - サウジ主導連合軍によるイエメン北部での空爆でバスが誤爆され、子ども40人を含む多数の市民が死亡した[62]。
- 11月19日 - フーシ派がサウジ率いる有志連合へのミサイル攻撃やドローン攻撃の停止を表明[63]。
- 12月4日 - ハーディー暫定政権とフーシ派が、数千人規模の捕虜交換を行うことで合意した[64]。
- 12月13日 - 国連が仲介した和平協議で、ハーディー暫定政権とフーシ派はホデイダでの停戦などで合意し[65]、18日に発効した[66]。
- 12月19日 - 赤十字国際委員会は12月4日の捕虜交換の合意に基づいてハーディー暫定政権とフーシ派が計約1万6千人の捕虜らの名簿を交換したと明らかにした[67]。
- 12月21日 - 国連安全保障理事会は、和平協議での合意を承認し、合意に基づく停戦を監視する先遣隊の派遣を認める決議案を全会一致で採択した[68]。

### 2019年
- 1月16日 - 国連安全保障理事会は、停戦監視のための国連監視団を現地に派遣する決議を全会一致で採択した[69]。
- 8月10日 - アデンにて、暫定政権軍との激しい戦闘の末、南部暫定評議会が大統領宮殿などを占拠した[70]。
- 9月14日 - サウジアラビアの国営石油会社サウジアラムコの施設2箇所がフーシによるドローン攻撃を受けた[71]。
- 11月5日 - ハーディー暫定政権と南部暫定評議会が和解に合意し、双方からなる政府をつくる協定に署名した[72]。

### 2020年
- 4月9日 - サウジアラビア（と有志連合）は、2019新型コロナウイルスの世界的な感染拡大を踏まえ2週間の停戦を呼び掛けた[73]。停戦発表後も各地で衝突は続いたが、サウジアラビアは同月23日に停戦の期限切れを迎えたことを受け、1カ月延長することを表明した[74]。
- 4月26日 - 南部暫定評議会は、ハーディー暫定政権との和平合意が破談したとして、南部を自ら統治すると宣言した[75]。7月29日には、宣言を撤回し和平合意の履行を促進すると発表した[76]。12月18日、暫定政権と南部暫定評議会が新内閣を組閣した[77]。

### 2022年
- 4月2日 - 国際連合の仲介で、暫定政権とフーシ派との間で一時的に全土で二か月の停戦が行われた[12]。
- 4月7日 - ハーディ大統領は声明を発表し、大統領の権限を新たにできた指導評議会に移譲すると発表した[78]。
- 6月2日 - 停戦の2ヶ月間延長で合意した[79]。8月にはさらに2ヶ月間の延長で合意した[80]。

### 2023年
- 10月19日 - 10月7日に起きたガザでの戦争においてフーシ派がハマスへの支援を目的としてイスラエルに陸上攻撃巡航ミサイル3発などを使い攻撃。米軍により撃墜される。[81]

この攻撃以降紅海にて紛争が勃発。貿易船は紅海を避けざるを得なくなっている。

## 影響
- 2016年6月にWFPが公表した報告書によると、イエメン国内では1410万人が食糧不足に直面し、そのうち700万人が深刻な状況に陥っている[83]。
- 2017年6月24日にUNICEFとWHOが発表した共同声明によると、イエメンでは紛争による衛生環境の悪化によりコレラが急速に拡大し、感染が疑われる症例が20万件を超えた[84]。また、WHOによると、同年9月13日までにコレラによる死者は2074人に達した[85]。
- 2018年、UNICEFのカッペラエレ代表は「イエメンでは5歳未満の子どもたち180万人が栄養失調で、このうち40万人が命にかかわる急性栄養失調に陥っている。10分に1人のペースで子どもたちが死亡している」と述べた。また、医療の設備も破壊され、人材も不足している、という[86]。

## 各国の対応
- アメリカ：AQAP指導者への無人攻撃機による爆撃[87]。
- サウジアラビア：フーシ派の勢力拡大を危惧して、軍事介入している[88][89][90]。
- 日本：2015年2月15日、在イエメン大使館を閉鎖した[91]。
- 中国：サウジ主導連合軍に無人攻撃機を供給[92][93]。2015年3月29日、中国人民解放軍海軍の艦艇1隻をイエメンに派遣、日本人など15カ国・279人の外国人を避難させた[94]。2018年の中国映画『オペレーション:レッド・シー』はこの作戦をモデルにしている。